# Andreas Schou
Andreas Schou (né le 2 septembre 1986) est un cavalier danois.
Il participe à l'épreuve de saut d'obstacles en individuel aux Jeux olympiques d'été de 2020.

## Biographie
Sa mère pratique l'équitation de dressage et possède quelques chevaux à domicile. Il débute l'équitation dans son poney club local, et découvre la compétition avec des pony games dès l'âge de six ou sept ans. Après quelques années de compétitions de jeux à poney, il se tourne vers le saut d'obstacles.
Il est l'époux de Jannike West-Schou, qui est Suédoise. Il se déclare patriote et grand amateur de compétitions afin de suivre les performances des sportifs danois, quel que soit le sport regardé.
Il participe aux championnats d'Europe de saut d'obstacles en 2015, ce qui lui vaut d'entrer dans le top 100 des cavaliers mondiaux de la discipline. Il se met ensuite en retrait du sport pendant quelques années, et se concentre sur le commerce des chevaux. Il décide ensuite de se garder quelques bons chevaux, afin de retrouver le haut niveau du saut d'obstacles.
Il est sélectionné en individuel pour une participation aux Jeux olympiques d'été de 2024, avec son cheval Napoli van het Nederassenthof.

## Palmarès sportif

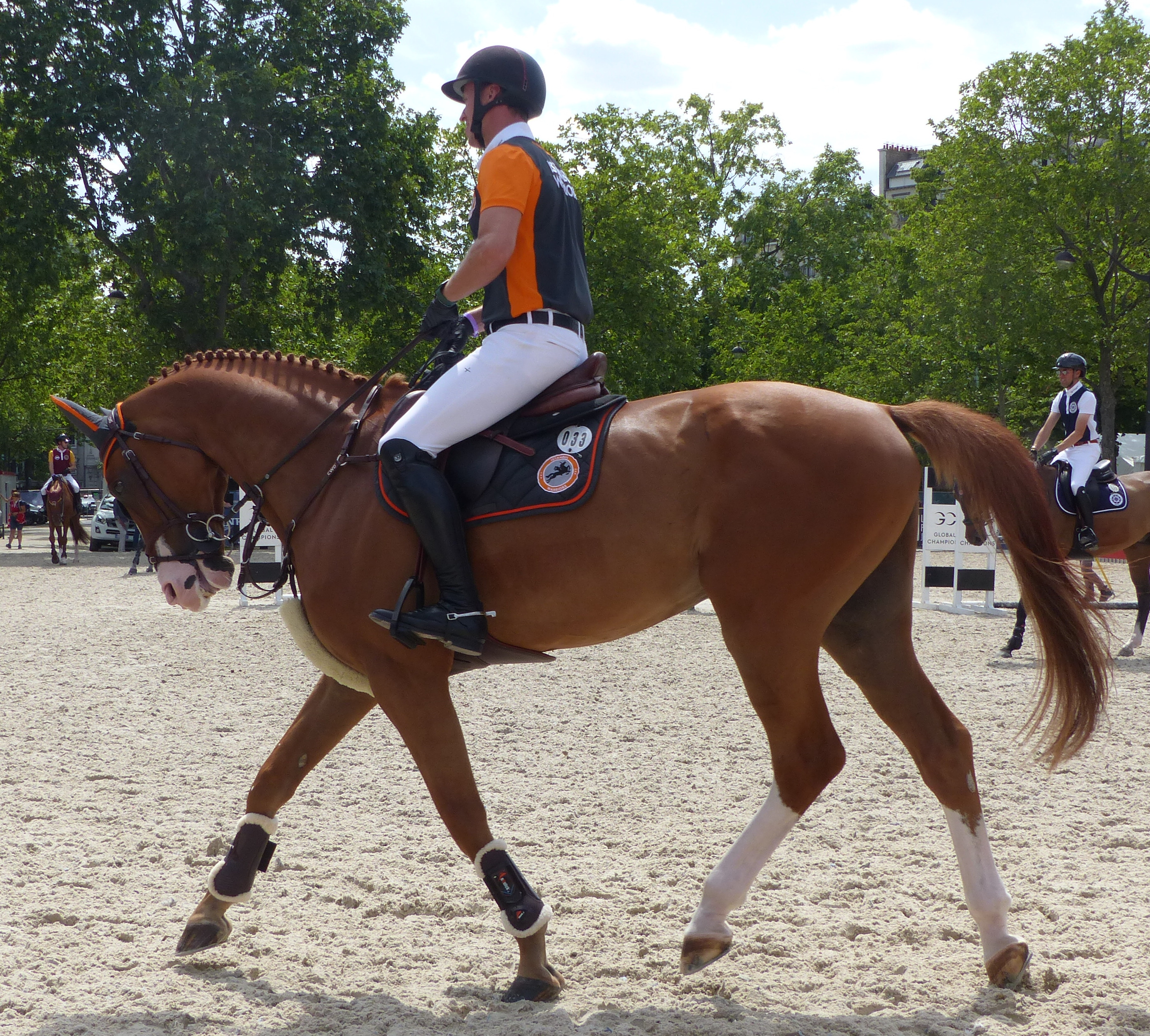
Andreas Schou montant I know au Paris Eiffel Jumping de 2023.

- 2015 : 9e du championnat d'Europe de saut d'obstacles à Aix-la-Chapelle[3] ;
- juin 2022 : vainqueur du Grand Prix du CSIO 3* de Deauville avec I know[5] ;

Il franchit les échelons de la discipline peu à peu, et atteint le 33e rang mondial en novembre 2022, soit sa meilleure performance depuis ses débuts. Il dispose alors de deux chevaux de tête, Independent et Darc de Lux. A trente-six ans, il dispose ainsi d'un palmarès sportif impressionnant, avec une participation à sept éditions des championnats d'Europe et deux en championnat du monde.
Il participe au Global Champions Tour en 2023 et 2024 dans l'équipe des Istanbul Warriors.